# Mortagne-sur-Sèvre
Mortagne-sur-Sèvre är en kommun i departementet Vendée i regionen Pays de la Loire i västra Frankrike. Kommunen ligger i kantonen Mortagne-sur-Sèvre som tillhör arrondissementet La Roche-sur-Yon. År 2022 hade Mortagne-sur-Sèvre 6 065 invånare.

## Befolkningsutveckling
Antalet invånare i kommunen Mortagne-sur-Sèvre
| Referens: INSEE |